# Grupa Karkonoska GOPR

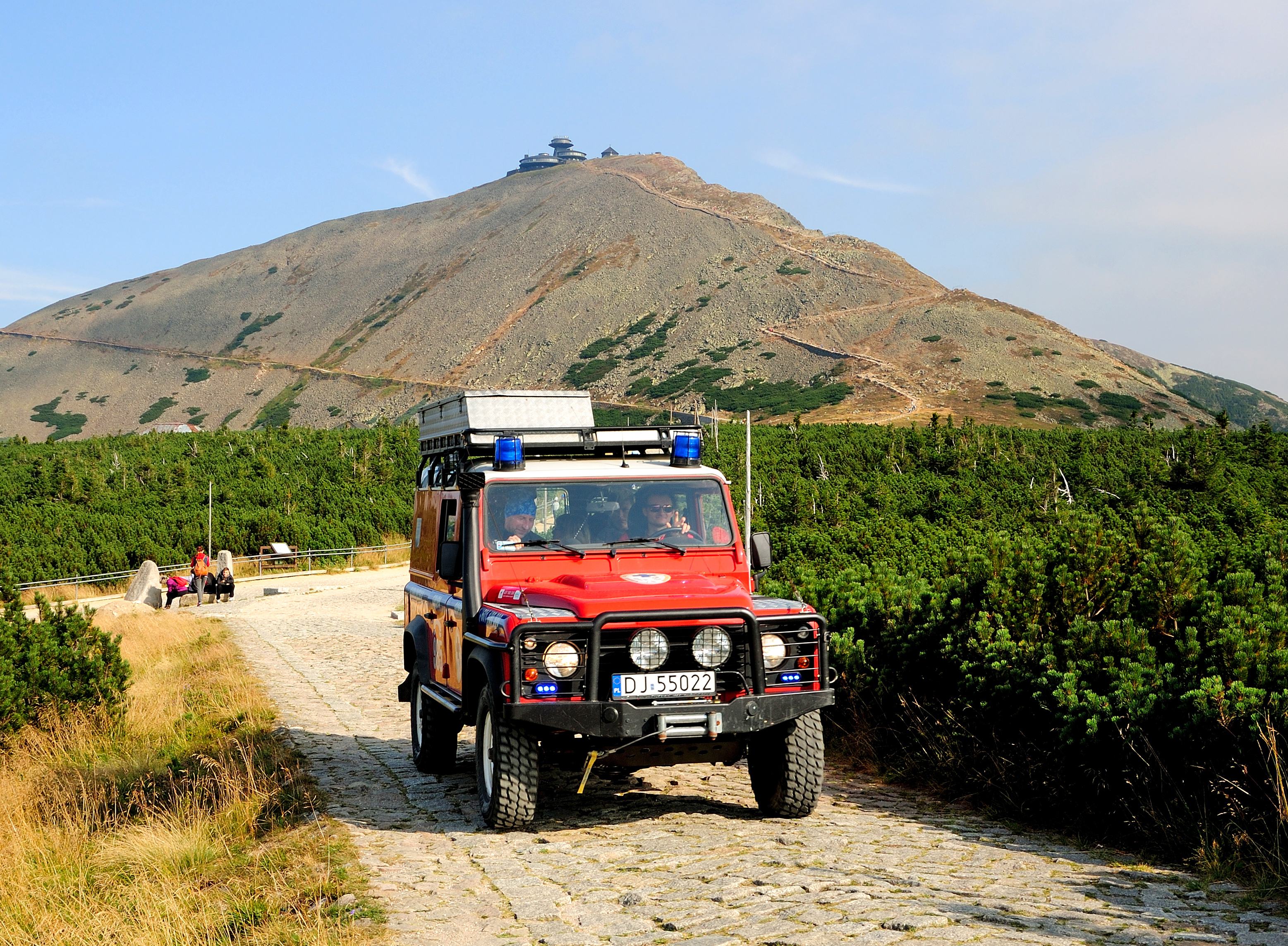
Grupa Karkonoska GOPR w akcji

Grupa Karkonoska Górskiego Ochotniczego Pogotowia Ratunkowego działa od 1976 roku, kiedy to nastąpił podział Grupy Sudeckiej GOPR na Karkonoską z Naczelnikiem Ryszardem Jaśko i Wałbrzysko-Kłodzką z Naczelnikiem Stanisławem Ządkiem.
Grupa Karkonoska GOPR działa na terenie Sudetów Zachodnich na obszarze 3025 km², który obejmuje pasma Karkonoszy, Gór Izerskich, Kaczawskich i Rudaw Janowickich. W roku 2020 grupa posiadała ponad 20 pojazdów specjalistycznych, 5 sekcji terenowych, ponad 200 ratowników, 11 instruktorów, 5 zespołów ratunkowych z psem. Na obszarze ich działań znajduje się rocznie 4 mln turystów. Grupa przeprowadza ponad 300 akcji ratowniczych rocznie, ponad 100 interwencji i 10 wypraw poszukiwawczych.

## Stacje ratunkowe
- Jelenia Góra ul. Sudecka 79 – Centralna Stacja Ratunkowa – dyżur 24h
- Karpacz ul. Olimpijska 10 – Stacja Ratunkowa GOPR w Karpaczu – dyżur 8:00 – 18:00[3]
- Szklarska Poręba ul. Urocza 2 – Stacja Ratunkowa GOPR w Szklarskiej Porębie – dyżur 8:00 – 18:00